# 胡安·卡洛斯·瓦斯莫西
胡安·卡洛斯·瓦斯莫西·蒙蒂（西班牙語：Juan Carlos Wasmosy Monti，1938年12月15日—），巴拉圭总统（1993年-1998年）。
生於巴拉圭亚松森，瓦斯莫西是巴拉圭的著名企业家，他领导的企业财团曾参加世界最大的水电工程伊泰普水电站的主体工程建设。
他1958年加入红党。1993年作为红党总统候选人参加大选，同年5月9日大选当选为巴拉圭第44任总统。也是巴拉圭40年来的第一位文职总统。1993年8月15日宣誓就职。